# Crossocheilus oblongus
Crossocheilus oblongus (лат.) — рыба семейства карповых. Используется в аквариумистике как естественное средство борьбы с нежелательными водорослями; считается наиболее эффективным из известных рыб-водорослеедов, особенно при уничтожении Черной бороды, при этом очень похож на родственных, но менее эффективных рыб (Epalzeorhynchus kalopterus, Garra taeniata — «лисички»). Ранее относился к роду Epalzeorhynchus.

## Общие характеристика
Родина — Индокитай, реки и ручьи бассейна Меконга и Малайский полуостров.
Тело длинное, прогонистое, брусковатое, до 16 см длиной (в аквариуме всегда мельче). Одна пара коротких усов на нижней губе. Плавники почти прозрачные, без видимой окраски или цветного отлива. Чёрная полоса идёт от кончика носа до конца хвостового плавника; при стрессе — теряет окраску до светло-серой. Полоса не идеально прямая, но имеет различимые глазом зазубрины. Самки, как правило, несколько толще самцов; иных половых различий нет.
Отличия от родственных рыб — в рисунке боковой полосы, в совершенно бесцветных плавниках и в специфической позе в покое. Настоящий SAE, лёжа на грунте, опирается на него тремя точками — хвостом и брюшными плавниками, не касаясь грунта грудными плавниками.

## В аквариуме
Неприхотливая, всеядная рыба, рекомендуемая температура 24—26 °C, pH 6.5—7.0 (допустимо 5.5—8.0), жёсткость до 20 dH.
Наиболее эффективно поедают водоросли молодые рыбы, 5—7 см длиной. В общем аквариуме водорослееды привыкают к живым и сухим кормам «обычных» рыб и с возрастом теряют интерес к водорослям. Подвижные стайные рыбы, любят погони друг за другом и драки — они не наносят им вреда, но могут беспокоить других рыб. К рыбам других видов равнодушны; одиночки или пары в общем аквариуме могут примыкать к стаям других рыб. Взрослым активным водорослеедам нужны просторные аквариумы (от 1 м длиной). Хорошо прыгают, поэтому аквариум должен быть надёжно закрыт.
Случаев размножения SAE в аквариумах не зарегистрировано — все рыбы на рынках привозные. Живут в неволе до 10 лет.